# مدرسة العلوم الشرعية
مدرسة العلوم الشرعية هي إحدى المدارس التي أُنشئت عام 1341 هـ في المدينة المنورة.

## فكرة إنشاء المدرسة
كان أحمد الفيض أبادي منذ قدومه مع والده من الهند عام 1316هـ يحلم بإنشاء مدرسة تُعلم أبناء هذه البقعة المباركة؛ فتقدم بطلبٍ إلى الحكومة التركية يطلب الأذن بتأسيس المدرسة لكن قوبل طلبه بالرفض وتحويل المبلغ الذي بحوزته من تبرع الرجل الهندي الثري إلى مشروع الجامعة الإسلامية التي تبنيها الدولة، وفي خضم الأحداث هاجر الناس من المدينة لظروف الحرب العالمية الأولى وهاجر أحمد الفيض أبادي إلى أدرنة بتركيا ثم عاد إليها عام 1337هـ، وعندما أتى موسم الحج قدم أحد تجار الهند والذي كانت له معرفة سابقة بأحمد، وقد حدثهُ عن آماله ورغبته في تأسيس المدرسة؛ فأمده بأربعين جنيهاً ذهباً.

## بدايات التأسيس
لم يكن المبلغ كافياً لبناء المدرسة مما جعل أحمد الفيض أبادي يقترض مبلغاً من عبد الجبار الدهلوي لشراء أرض مناسبة بجوار المسجد النبوي الشريف، وأقترض أيضاً من أخيه محمود أحمد، وفي عام 1341هـ كمل البناء الإبتدائي للمدرسة، وزود أحمد الفيض أبادي المدرسة بالمعلمين، واختار محمد الطيب الأنصاري معاوناً له.

## معلمو وطلاب المدرسة
- بدأت المدرسة باثني عشر معلماً على رأسهم محمد الطيب الأنصاري.[3]
- قُسمت المدرسة إلى مجموعة شعب: الشعبة الأولى تحضيرية وهي مكونة من ثلاثة فصول أول وثاني وثالث وفيها يتعلم الطالب القرآن الكريم والقراءة والحساب والكسور التجارية بأنواعها، ثم شعبة المرحلة الابتدائية، ثم شعبة العلوم الشرعية يتعلم فيها الطالب كتب الصحاح الستة في الحديث والبلاغة والفقه وأصوله والتفسير.
- بلغ عدد طلابها 400 طالب، والغرابة في فصول هذه المدرسة أنه في كل فصل ثلاثة معلمين لكبر مساحة الفصل وكثرة عدد طلابه، وكان كل معلم يشرح لمجموعة طلاب.
- تمنح المدرسة لبعض المعوزين من الطلبة مكافأة شهرية مقدمة من الإعانات التي ترد المدرسة من تجار الهند والحجاج.[4]

## القسم الصناعي
نتيجة للإعانات التي تصل المدرسة من اثرياء الهند أُفتتح القسم الصناعي بالمدرسة الذي كان يقوم بتعليم الطلاب الحرف المهنية مثل مزاولة الخياطة الآلية، وزخرفة الأخشاب، وتعلم نسيج السجاجيد، وحتى أنه تطور القسم شيئاً فشيئاً ؛فأصبح يصنع الكراسي والمناضد، ويسد حاجة المدينة من المكائن التي تحتاجها الزراعة، ولما نشبت الحرب العالمية الثانية انقطع ما تحتاجه المدينة من قطع غيار لهذه المكائن؛ فعمل القسم على صنع القطع المطلوبة من البساتم والبنوز وطلمبات رفع المياه، وفاق شهرة حتى أن أصبح يزود أصحاب المكائن الزراعية من امراء ومواطنين في مختلف مناطق المملكة مثل الرياض وعنيزة وحائل وغيرها.

## خريجي المدرسة
بلغ عدد الخريجين منذ بدء الافتتاح عام 1340هـ إلى نهاية عام 1358هـ-1359هـ
* 187 من شعبة القرآن الكريم
- 67 الحاصلون على الشهادة الابتدائية
- 30 الحاصلون على شهادة العلوم العربية

وأبرز من تخرج من هذه المدرسة
- محمد علي الحركان: وهو الذي قد تولى منصب القضاء بالمدينة المنورة، ثم تولى رئاسة المحكمة الشرعية الكبرى بجدة، ويعتبر أول وزير للعدل في المملكة.
- عبد القدوس الأنصاري: يعتبر من أشهر الأدباء في المملكة، وأسس مجلة المنهل وعمل معلماً في مدرسة العلوم الشرعية، وعمل في ديوان امارة المدينة ثم انتقل إلى مكة المكرمة حيث تولى رئاسة تحرير صحيفة أم القرى ثم انتقل إلى ديوان سمو نائب الملك بالحجاز، ثم تقلد وظائف متعددة في مجلس الوكلاء.
- محمد عمر توفيق: صاحب المقالات المنشورة في مختلف الصحف، وقد تولى وزارة المواصلات في عهد الملك فيصل بن عبدالعزيز آل سعود.
- عبدالعزيزالربيع:له مساهمات أدبية ونشاطات متعددة في مجال التعليم لبعض المدارس المدنية حيث تولى مديرية التعليم.
- محمد هاشم رشيد:يعتبر من شعراء المدينة ورئيس ناديها الأدبي وصاحب الدواوين الشعرية الكثيرة.[6]

## ظروف المدرسة
قبل وفاة أحمد الفيض أبادي في اليوم العاشر من شهر شوال عام 1358هـ، قد رأى بأن يخلفه في إدارة المدرسة ابن اخيه حبيب الذي بدأت بوادر نجابته منذ أن كان صغيراً حيث حفظ القرآن الكريم في سنة واحدة وواصل دراسته وتخرج من القسم عام 1358هـ وهو يبلغ من العمر العشرين سنة، وقد عمل بعد توليه إدارة المدرسة على تطوير القسم الصناعي بتزويده ببعض الآلات الحديثة، وأقدم على شراء أرض قريبة من المسجد النبوي وبني فيها أجمل مبنى للمدرسة.

## انظر ايضاً
- المدرسة الأميرية
- مدرسة الفلاح
- قائمة المدارس في السعودية

## وصلات خارجية
- مدرسة العلوم الشرعية.. صرح من صروح المعرفة في مدينة الرسول.
- العلوم الشرعية في المدينة المنورة.